# Plagne (Sauge)
Plagne (toponimo francese; in tedesco Plentsch, desueto) è una frazione di 361 abitanti del comune svizzero di Sauge, nel Canton Berna (regione del Giura Bernese, circondario del Giura Bernese).

## Storia

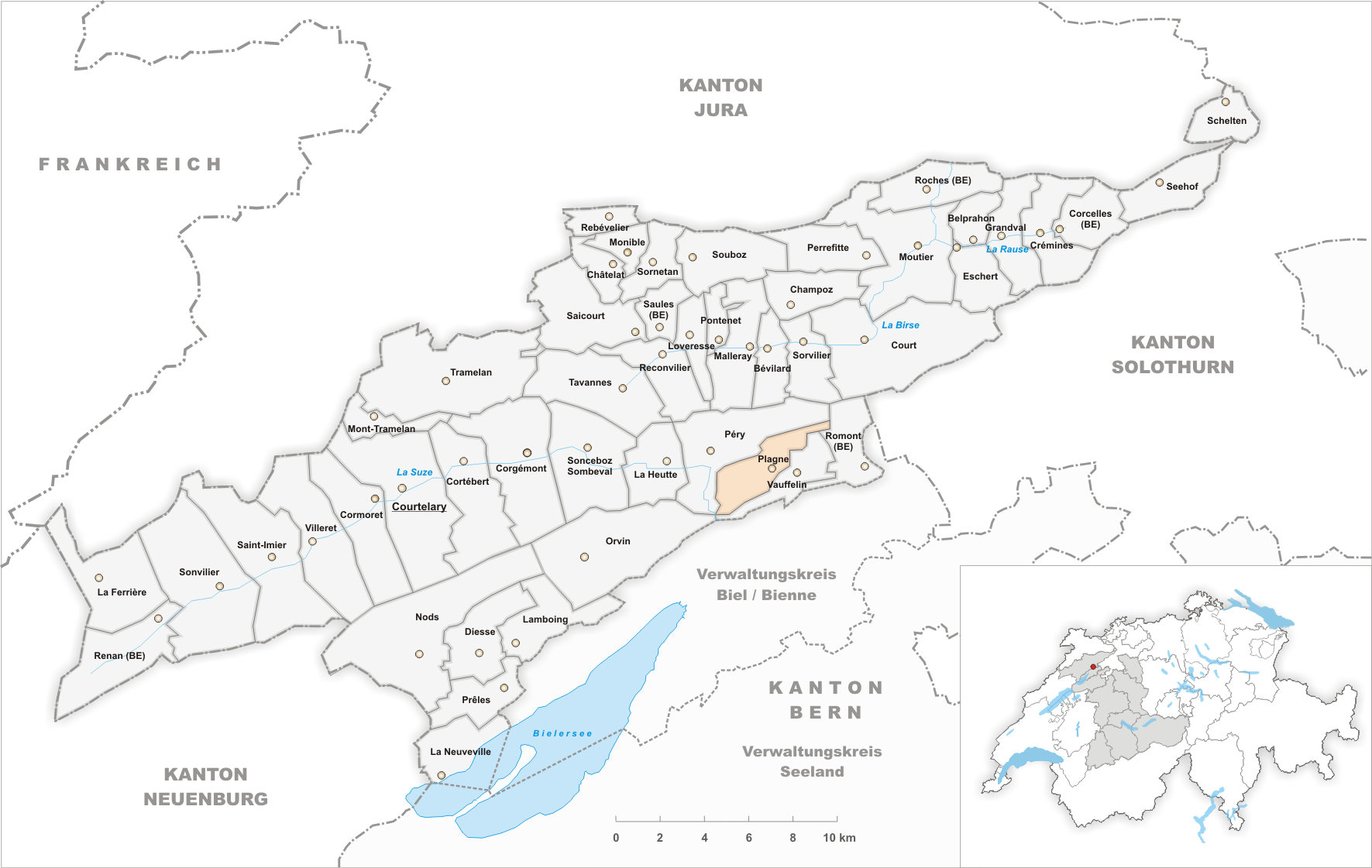
Il territorio del comune di Plagne prima degli accorpamenti comunali del 2014

Già comune autonomo istituito nel 1867 e che si estendeva per 7,55 km², il 1° gennaio 2014 è stato accorpato all'altro comune soppresso di Vauffelin per formare il nuovo comune di Sauge.

## Società

### Evoluzione demografica
L'evoluzione demografica è riportata nella seguente tabella:
Abitanti censiti

## Amministrazione
Ogni famiglia originaria del luogo fa parte del cosiddetto comune patriziale e ha la responsabilità della manutenzione di ogni bene ricadente all'interno dei confini del comune; comune politico e comune patriziale vennero istituiti nel 1867.